# 崇真寺
崇真寺（そうしんじ）は、栃木県芳賀郡芳賀町にある真言宗智山派の寺院。「下野三金剛」の内の一つである（当寺・金剛寿院・金剛定寺）。

## 歴史
728年（神亀5年）、妙尊によって開山された。この年、吉星が現われ、四つに割れて各地に落ちた。そのうちの一つが当地に落ちた。天文博士は「これは吉兆だから、落ちた四か所にそれぞれ寺を建てるべき。」と答えた。そのため当地に寺を創建することになった。
不動堂にある不動明王像は、807年（大同2年）に弘法大師空海が一夜のうちに彫ったものといわれている。この不動明王は、寺の供物を盗んだ犬を切り捨てて、疑われた小僧の潔白を晴らしたことから、「開運犬切不動明王」と呼ばれるようになった。
初代住職妙尊以降10世までは皇族出身の僧侶といわれている。そのため瓦には菊の御紋が施されている。江戸時代は20石の寺領と10万石の格式が与えられた。

## 文化財
- 絹本著色白衣観音像（栃木県指定有形文化財 昭和46年6月25日指定）[3]
- 木造大日如来坐像（栃木県指定有形文化財 昭和46年6月25日指定）[4]

## 交通アクセス
- 真岡ICより車24分。